# Administración de Luis Guillermo Solís
La Administración de Luis Guillermo Solís Rivera fue la administración constitucional ejercida en la República de Costa Rica entre el 1 de mayo de 2014 y el 30 de abril de 2018.

## Antecedentes
Solís Rivera fue considerado como candidato presidencial por diferentes dirigentes del PAC encabezados por el exdiputado y académico Alberto Salom Echeverría, la exdiputada y académica Elizabeth Fonseca Corrales y el alcalde de Aserrí Víctor Morales Mora meses antes del inicio de la precampaña y en un contexto en que el líder histórico del partido y tres veces candidato Ottón Solís Fallas había afirmado que no se postularía por cuarta vez. Estos consideraban que Solís podía unir al partido. Tras llamar a Solís y proponérselo este lo consultó con su familia y algunos de los miembros se mostraron escépticos. Solís aceptó ser precandidato enfrentándose en una precampaña de cara a las elecciones primarias del Partido Acción Ciudadana conocidas como la Convención Nacional Ciudadana de 2013, enfrentándose a los precandidatos; Epsy Campbell Barr, Juan Carlos Mendoza García y Ronald Solís Bolaños. Las encuestas no le daban posibilidades pues la precandidata y exdiputada Epsy Campbell le superaba por muy amplio margen en respaldo popular. Solís aparecía de tercero por debajo de Campbell y del expresidente del Congreso Juan Carlos Mendoza. Solís vencería sorpresivamente en las primarias por apenas 113 votos por sobre Mendoza y fue ratificado oficialmente como candidato del Partido Acción Ciudadana por el Tribunal Electoral Interno y el Comité Ejecutivo el 29 de julio de 2013. En las primarias votaron muy pocas personas, poco más de 23.000 afiliados y Solís recibió el respaldo de sólo poco más de 8000 votos.
Solís inició la campaña siendo muy poco conocido, de ahí que su énfasis en campaña era el lema «Conózcame» así como realizó visitas por todo el país. Durante su campaña aparecía muy abajo en las encuestas con alrededor del 5% de los votos, por debajo del oficialista Johnny Araya Monge (PLN), el izquierdista José María Villalta Flórez-Estrada (FA) y el liberal Otto Guevara Guth (ML), sin embargo en algunas encuestas se destacaba que era el que tenía más posibilidades de vencer a Araya en segunda ronda de los cuatro candidatos. Solís se considera a sí mismo un socialdemócrata y su posición política era generalmente considerada como de centro-izquierda, frente a otros candidatos más inclinados a la derecha o la izquierda en el espectro.
Durante su campaña Solís apoyó diversos temas, como los derechos de los animales, la iniciativa de sociedades de convivencia para legalizar las uniones civiles de parejas del mismo sexo (no así el matrimonio igualitario) y la reelección consecutiva una sola vez. Un tema que resultó muy controversial fue su declaración en el debate presidencial organizado por Canal 7 en que afirmó estar a favor del aborto en casos de violación, aunque aclaró que esa era una postura personal y no del partido y que no impulsaría nueva legislación sobre el aborto en su gobierno (el aborto en Costa Rica solo es legal por razones médicas).

## Elección
Inesperadamente Solís gana las elecciones en primera ronda con 30% de los votos, incluso por encima de Araya que obtuvo 29% contrario a todos los sondeos. Esta fue la primera vez que un partido no tradicional (ni el PLN ni las diversas organizaciones políticas abanderadas del calderonismo) gana una elección. No obstante, al no contar con el 40% mínimo que obliga la Constitución, Solís debió medirse en una segunda ronda contra Araya.
Solís partió como favorito a ganar en segunda ronda. La mayoría de especialistas apuntaban a que los votantes de todos los demás partidos de derecha e izquierda por igual se unirían a Solís ya que imperaba un deseo de cambio tras dos gobiernos liberacionistas muy impopulares y una situación crítica del estado costarricense en donde había aumentado la pobreza, el desempleo y los escándalos de corrupción. Araya en un inicio intentó ganarse el voto religioso acusando a Solís y al PAC de estar a favor del aborto y el matrimonio homosexual e intentó asociarlos con posturas de extrema izquierda (estrategia que ya había utilizado antes contra Villalta y su partido), sin éxito. Solís seguía como favorito en las encuestas y además el PLN había gastado casi todo el dinero que tenía derecho de la contribución estatal, por lo que Araya anunció que se retiraba de la campaña.
Aún con Araya retirado Solís continuó haciendo campaña y viajando por todo el país, con énfasis en las provincias costeras donde su partido había perdido por amplio margen en la primera ronda. Solís lograría ganar en segunda ronda por más de 1.300.000 votos, cifra insólita en la historia costarricense pues ningún candidato nunca había tenido más de un millón de votos de respaldo. Obtuvo 77% de los votos mientras Araya recibió incluso menos apoyo que en primera ronda pasando a 22%.
En su discurso de victoria Solís comentó que sus prioridades serían; combatir la corrupción, reducir la pobreza y el desempleo y eliminar el maltrato a los animales.

## Gabinete
Después de ser electo, Luis Guillermo Solís anunció los primeros cargos de su gabinete el 14 de abril de 2014. Aseguró que cumpliría el requisito de que el 50% sean mujeres y el 30% jóvenes como exigen los estatutos de su partido y que los futuros jerarcas firmarían junto a él un código de ética. Afirmó además que quería un gobierno abierto a la ciudadanía y que rindiera cuentas una vez cada año.

## Huelgas
Solís inició su administración enfrentando una huelga de educadores que comenzó durante la presidencia de su predecesora Laura Chinchilla Miranda, motivada por graves problemas de pagos de salarios en el Ministerio de Educación. La huelga fue finalmente depuesta tras negociaciones con los gremios. Enfrentó otra huelga, esta iniciada durante su gestión, por parte de trabajadores de la Junta Administradora de Puertos de la Vertiente Atlántica (JAPDEVA) por la concesión de parte del puerto a la empresa privada APM Terminals, la cual fue declarada ilegal por los Tribunales de Trabajo y eventualmente depuesta. 

## Gestiones principales
Durante su gobierno se redujo el déficit fiscal y la evasión en los primeros meses y se inició un programa de combate a la pobreza extrema. También se creó el Programa Tejiendo Desarrollo para impulsar el desarrollo comunal, liderado por la primera dama Mercedes Peñas. En materia de Derechos Humanos el gobierno reconoció a las parejas del mismo sexo en unión de hecho mediante Decreto Ejecutivo para efectos de beneficios, permisos de salud y duelos, aseguramiento ante la Caja Costarricense de Seguro Social y sanciones a la homofobia en lugares de trabajo.
Bajo su administración el Banco Mundial reconoció los esfuerzos del país por reducir la pobreza extrema y la economía de Costa Rica fue junto con la de Nicaragua la de mayor crecimiento en Centroamérica en el 2016.
Durante su gobierno se dio además la crisis por el Huracán Otto, primero en tocar suelo costarricense en 150 años de registro y que dejó un saldo de diez fallecidos y cientos de damnificados. Alrededor de un 80% de la población costarricense alabó la labor del gobierno y del propio Solís durante la crisis. También durante el 2016 se destacó que según el Instituto Nacional de Estadística y Censos  la pobreza extrema se redujo más que en los últimos siete años,  así como fue el único país centroamericano que reportó un incremento en exportaciones ese año. La vicepresidenta Ana Helena Chacón fue proclama funcionara del año por la Cámara de Exportadores debido a su desempeño en el rubro.

## Relaciones exteriores
En relaciones exteriores, Solís estrechó vínculos con Suramérica y Europa. Le correspondió ser Presidente de la Comunidad de Estados Latinoamericanos y Caribeños así como ser anfitrión de la cumbre de 2015, período durante el cual tuvo roces con el presidente de Nicaragua Daniel Ortega por el uso de la palabra al Ortega ceder su espacio a un representante del independentismo puertorriqueño que no estaba invitado. Las relaciones entre Costa Rica y Nicaragua continuaron tensas durante la administración Solís a raíz de las disputads fronterizas. 
Bajo su presidencia se firmó además un tratado limítrofe con Ecuador y Colombia para definir mejor las aguas territoriales y protegidas de dichos países y creando una nueva frontera marítima con Ecuador.

## Imagen
En cuanto a popularidad, el presidente Solís inició su gestión con altos niveles de aprobación, siendo el presidente más popular de Centroamérica con cerca de 66% de opiniones favorables y solo 25% de desfavorables, según encuesta de Cid Gallup de octubre de 2014. Sin embargo, para 2015 esa popularidad se redujo al 50% de aprobación y el porcentaje de desaprobantes se elevó al 36% según Cid Gallup. Aun así, según encuesta de la Universidad de Costa Rica publicada en mayo de 2015, Solís es la segunda figura política mejor evaluada por los costarricenses después de Óscar Arias Sánchez. Según encuesta de Cid Gallup publicada en enero de 2015 Solís tenía una imagen positiva de tan sólo 30% entre los encuestados con 41% de ni buena ni mala y 27% que la percibían como mala, si bien para la encuesta de Cid Gallup publicada en febrero de 2016 hubo un leve repunte de popularidad adquiriendo 45% de opiniones favorables, aunque empatado con las desfavorables. En la encuesta de diciembre de 2016 de la empresa Opol Consultores la aprobación de Solís tuvo un repunte al obtener un 25% de opiniones positivas. Llegando a 43% en enero de 2017.

## Controversias
Durante su gobierno se suscitaron tres escándalos que llevaron a la renuncia de tres de sus ministros.  La ministra de Ciencia y Tecnología Gisella Kooper Arguedas por haber promovido sin consultar al Ejecutivo una nueva Ley de Radio y Televisión que fue criticada por restrictiva, el ministro de la Presidencia Melvin Jiménez Marín y su viceministro Daniel Soley Gutiérrez acusados por la Procuradora General de la República de ofrecerle una embajada a cambio de renunciar a su puesto, cargo que Jiménez negó pero llevó a la renuncia de Soley. Meses después el exministro de Ciencia y Tecnología Allan Ruiz Madrigal elevó la misma acusación hacia Jiménez así que éste renunció el 16 de abril de 2015 siendo sustituido por el exdiputado y expresidente del Instituto Nacional de Seguros Sergio Alfaro Salas, quien fue mejor recibido por la oposición. La ministra de Cultura Elizabeth Fonseca Corrales renuncia el 12 de mayo de 2015 ante la problemática mostrada durante su gestión del Festival Internacional de las Artes 2015, que sufrió de gran cantidad de problemas logísticos y cancelaciones de eventos, siendo sustituida por Silvie Durán Salvatierra, en noviembre del 2020 Fonseca fue condenada por este hecho junto a otros jerarcas de la administración Solís Rivera y obligados a devolver al estado costarricense noventa y cinco millones seiscientos veinte ocho mil seiscientos cuatro colones con sesenta y siete céntimos.
En noviembre de 2015, el presidente aterrizó en San Ramón un helicóptero de la fuerza pública, en medio de una gira oficial que no tenía en el itinerario esa ciudad alajuelense, los hechos se dieron para dejar en ese lugar a su asistente personal Verónica Fernández, quien no cumpliría ningún acto oficial en esa ciudad, las alegaciones de Casa Presidencial no fueron suficientes para la opinión pública ni para el fundador del PAC, Ottón Solís quien criticó la situación.
A finales de su gobierno sucedió el escándalo político apodado como «Cementazo», consistente en aparentes préstamos irregulares otorgados por el Banco de Costa Rica a un empresario cementero que tenía vínculos con figuras políticas de los principales partidos. Estuvieron involucrados un diputado oficialista y la junta directiva de la institución nombrada durante su gobierno. Solís solicitó la renuncia de la Junta en pleno pero esta se negó, por lo que se inició el proceso de despido. El 29 de mayo de 2018 la Procuraduría de la Ética de Costa Rica desestimó la denuncia contra Solís por su participación en el escándalo, sin embargo, esta investigación fue reabierta en enero del 2020 para conocer detalles sobre las siete reuniones que el presidente mantuvo con el empresario del Cemento.
Con la llegada de su sucesor Carlos Alvarado se descubrió en el presupuesto de la República un faltante de 600 mil millones de colones, investigación que está siendo llevada a cabo por la Contraloría General de la República,, el escándalo conocido como "Hueco Fiscal", llevó a maniobras ilegales por parte de la recién nombrada ministra de Hacienda Rocío Aguilar por los cuales se vio obligada a renunciar a ese puesto,así mismo el ministro anterior Helio Fallas fue inhabilitado por el órgano contralor para ejercer cargos públicos por cuatro años.